# خبازة شجرية
خبازة شجرية (الاسم العلمي: Malva arborea ) هي نوع نباتي يتبع جنس الخبازة من الفصيلة الخبازية.  